# Jesus Christus Erlöser
Jesus Christus Erlöser ist eine deklamatorische Rezitation von Klaus Kinski, uraufgeführt im Jahr 1971. Thema ist das Neue Testament, der vorgetragene Text ist von Kinski selbst verfasst. Ein Großteil des Textes ist direkt aus dem Neuen Testament übernommen, insbesondere werden Reden Jesu verwendet. Der Vortrag fängt mit den Worten „Gesucht wird Jesus Christus“ an, aus der Perspektive einer polizeilichen Suche nach Jesus Christus, „angeklagt wegen Verführung, anarchistischen Tendenzen, Verschwörung gegen die Staatsgewalt. Deckname: Menschensohn, Friedensbringer, Licht der Welt, Erlöser“. Kinski wechselt die Perspektive mehrmals und lässt neben Jesus auch andere Personen aus Jesu Umfeld zu Wort kommen. Kritische Passagen behandeln das damalige Establishment, Kirchen, Parteien und den damals viel diskutierten Krieg in Vietnam.
Bekannt ist das Stück durch die kontroverse Uraufführung und indirekt dadurch, dass 1999 eine von den Erben Kinskis nicht genehmigte Veröffentlichung von Tonaufnahmen der Uraufführung verboten wurde. Ausschnitte des Mitschnittes werden im Dokumentarfilm Mein liebster Feind von Werner Herzog gezeigt. Einzelne Zuschauer provozierten Kinski mit Zwischenrufen, kamen auf die Bühne und störten die Vorstellung. Kinski beschimpfte diese und unterbrach die Veranstaltung mehrmals, um Stunden später noch einmal von vorne anzufangen und vor stark reduziertem Publikum den Monolog komplett vorzutragen. Dabei schloss er mit den Anfangsworten „Gesucht wird Jesus Christus“.

## Hintergrund
Klaus Kinski war vor seiner internationalen Filmkarriere ein großer Rezitator und Deklamator (Vortragskünstler), der es am 22. Februar 1961 auf die Titelseite des Spiegel brachte: „Deklamation Kinski“; mehrere hundert Auftritte in zumeist ausverkauften Sälen – in den drei Jahren vor 1961 in fast immer ausverkauften Sälen – in Westdeutschland, Österreich und der Schweiz sowie 30 Sprechplatten, die er zwischen 1959 und 1962 aufnahm und die von „einer Million Deutschen“ angehört wurden.
Die italienische Filmkrise von 1971, der dortige Unmut über seine Allüren, Schulden und zwei deutsche Angebote brachten den in Rom lebenden Kinski wieder nach Deutschland zurück. Der 28-jährige Filmemacher Werner Herzog erwartete Kinski in Lateinamerika zum Dreh von Aguirre, der Zorn Gottes, doch zuvor sollte Kinski den ersten Teil einer groß angelegten Jesus-Christus-Erlöser-Tournee absolvieren, die vom visionären deutschen Konzertveranstalter Klaus Berenbrok geplant wurde, der in den Vorjahren erfolgreiche Tourneen mit Juliette Gréco, Udo Jürgens und Gilbert Bécaud durchgeführt hatte.
Schon seit über zehn Jahren hatte sich Kinski mit dem Thema Jesus Christus beschäftigt, dem „furchtlosesten, freiesten, modernsten aller Menschen“, dennoch waren sowohl Bewunderer als auch Kritiker gleichermaßen irritiert über Kinskis gefühlte 180-Grad-Drehung, vom Darsteller negativer Charaktere in Western, Kriminal- und Horrorfilmen hin zum Verkünder der friedlichen Botschaft Jesu.
Kinski kam mit seiner frisch vermählten Frau Minhoï Geneviève Loanic vier Tage vor dem Auftritt per Flugzeug aus München in Westberlin an.
Geplant waren zunächst zehn Veranstaltungen in ganz Westdeutschland vom 20. November bis zum 15. Dezember, gefolgt von einer großen Welttournee mit hundert geplanten Auftritten – es sollten Kinskis erste Bühnenauftritte seit seinem letzten Auftritt vom 8. Dezember 1962 in Wien sein. Doch nach der skandalösen Uraufführung und den negativen Schlagzeilen, die mit ihr einhergingen, war die Atmosphäre vergiftet und der Vorverkauf für weitere Veranstaltungen wurde erschwert. Der Veranstalter Berenbrok bat bereits am 26. November um Entlassung aus seinen Verpflichtungen und meldete kurze Zeit später Konkurs an.
Es kam noch zu einer zweiten Aufführung am 27. November in der Düsseldorfer Philipshalle, die offenbar ohne nennenswerte Störungen verlief. Der Rest der Tournee wurde aufgrund der Insolvenz des Konzertveranstalters Klaus Berenbrok abgesagt. Dieser zweite Auftritt war Kinskis letzter Bühnenauftritt überhaupt und wurde bereits vom ehemaligen Angestellten des insolventen Konzertveranstalters, Richard Schulze, durchgeführt; Kinski trat ohne Gage an oder bekam keine Gage.

## Aufführung
Klaus Kinski führte am 20. November 1971 in der Deutschlandhalle in Berlin-Westend seinen Text in seiner Uraufführung auf. Vor 5.000 Zuschauern – der Eintritt kostete 3, 5 oder 10 D-Mark – trug Kinski den Text als deklamatorischen Monolog vor. Der Text umfasst 30 Schreibmaschinenseiten und sollte in etwa 90 Minuten vorgetragen werden. Bereits nach fünf Minuten kam es aus dem Publikum zum ersten Zwischenruf („Kinski ist nicht Jesus!“); Gelächter, Spott und weitere Zwischenrufe folgten („Arschloch!“, „Du hast doch selbst nie gearbeitet!“). Kinski fiel aus der Rolle und beschimpfte („Komm, halt deine Schnauze, damit du hörst, was ich jetzt sage!“) oder adressierte seinen Text lautstark mit ausgestrecktem Finger und starrem Blick an jene Provokateure („Was seht ihr da den Splitter im Auge eures Bruders. Und den Balken in euren Augen seht ihr nicht? Oder wie könnt ihr zu eurem Bruder sagen: 'Lass mich den Splitter aus deinem Auge ziehen', und in eurem Auge ist ein Balken! Ihr Heuchler! Zuerst entferne den Balken aus deinem Auge. Und dann sieh zu, wie du den Splitter aus meinem Auge ziehst!“, nach Mt 7,3–5 ). Er brach ab, um den Text nochmal anzufangen.
Zwischendurch rief er einen der störenden Zuschauer aus dem Publikum auf die Bühne („Komm Du jetzt hierher, der so ein großes Maul hat!“), der dann ins Mikrofon sprach, dass er glaube, Kinski sei nicht der echte Jesus Christus, den vielleicht manche im Publikum suchten, da Jesus „duldsam“ gewesen sei und bei Widerspruch versucht habe, andere zu überzeugen, und nicht gesagt habe: „Halt deine Schnauze!“ Dann übergab er Kinski das Mikrofon wieder und ging von der Bühne. „Nein, er hat nicht gesagt: ‚Halt die Schnauze‘. Er hat eine Peitsche genommen und hat ihm in die Fresse gehauen! Das hat er gemacht, du dumme Sau! Und das kann dir auch passieren!“, schrie Kinski ihm antwortend ins Mikrofon. Er wandte sich wieder zum Publikum und rief: „Es gibt jetzt zwei Möglichkeiten: Entweder die, die nicht zu dem Gesindel gehören, schmeißen die anderen raus, oder sie haben ihr Geld umsonst bezahlt!“ Mit diesen Worten warf Kinski das Mikrofon auf den Boden und verließ die Bühne.
Als er wieder auf die Bühne kam, fing er noch mal von vorne an, doch bald brachten weitere Zwischenrufe Kinski wieder aus der Fassung, er stieß einen Zuschauer von sich weg, der auf die Bühne kam und „auch etwas sagen wollte“, und ließ ihn von einem Mitarbeiter von der Bühne stoßen („Schmeiß ihn runter“). Er drohte, den Vortrag abzubrechen, und ging abermals von der Bühne, diesmal mit den Worten: „Und wenn nur ein Einziger übrig bleibt, der das hören will, so muss er warten, bis das andere Scheiß-Gesindel weggegangen ist!“ Zuschauer betraten die Bühne, wandten sich per Mikrofon an das Publikum und verlangten u. a. eine Entschuldigung Kinskis für „die faschistischen Methoden, jemanden, der friedlich auf die Bühne kam, um reden zu wollen, von seiner Leibwache von der Treppe zu stoßen“. Der Saalsprecher bat das Publikum, Herrn Kinski seinen Text sprechen zu lassen, dann könne das Publikum hinterher ihren sprechen.
Im weiteren Verlauf trug Kinski den Text mit abermaligen Unterbrechungen vor (etwa eine Stunde), wieder kam es zu Zwischenrufen („Phrasendrescher!“, „Du streust Hass, wir sind aufgeklärte Erwachsene!“), auf die Kinski teilweise antwortete („Wäret ihr doch heiß oder wenigstens kalt, aber ihr seid nur lauwarm, und ich spucke euch aus!“ nach Offb 3,15 f. , „Wer von euch nicht nur eine große Schnauze hat, sondern wirklich ohne Sünde ist, der werfe den ersten Stein“; in Anspielung auf Joh 8,7 ). Dann forderte er „einen für die anderen von diesen Schwachsinnigen“ auf die Bühne, um für sie zu sprechen; Kinski ging von der Bühne. Der Zuschauer fasste zusammen, dass „Herr Kinski es unterlassen hat, sich durch sein Handeln mit seiner wichtigen, vorgetragenen Botschaft identisch erklären zu können. […] ‚An den Werken sollt Ihr sie erkennen‘.“ (Mt 7,16 ) Kinski kam auf die Bühne gestürmt, riss das Mikrofon an sich („Da die Vorstellung zu Ende ist“), schmiss es samt Ständer zur Seite und verschwand hinter der Bühne. Einige Zuschauer skandierten „Kinski ist – ein Faschist“.
Es kam zu erhitzten Diskussion in der Halle zwischen den Zuschauern und mit dem Veranstalter, die von Durchsagen, dass „die Störenfriede und Provokateure den Saal zu verlassen haben, damit Herr Kinski weitersprechen könne“, überlagert wurden. Kinski diskutierte mit Polizisten und Journalisten. Kinski betrat nochmals die Bühne und kündigte an, dass es ihm für die anderen Leute wirklich leid tue, aber dass die Vorstellung nun wirklich zu Ende sei. Ein Großteil der Zuschauer verließ den Saal.
Später, etwa um Mitternacht, erschien Kinski vor der Bühne im Zuschauerraum, wo etwa 100 bis 200 Personen verblieben waren. Er setzte, mit schwacher Stimme und ohne Mikrofon, nochmal am Anfang des Textes an. Er unterbrach erneut wegen störender Geräusche („Nicht 'mal möglich, dass hundert Leute ruhig sind“, „Komm, halt doch die Schnauze. Kannst du dir nicht vorstellen, dass ein Mensch, der 30 Schreibmaschinenseiten reden muss, dass man da einfach nur die Schnauze halten muss? Kannst du es dir nicht vorstellen? Dann lass es dir von irgend jemanden mit dem Hammer in dein Gehirn einhämmern", "Es muss unheimlich schwer sein, eineinhalb Stunden ruhig zu sein“) und setzte ein zweites Mal an, diesmal trug er den ganzen Text vor, mit Mikrofon und ohne Störung. Etwa zwei Stunden nach Mitternacht war die Aufführung beendet und schloss mit dem Beifall der verbliebenen Zuhörer.

## Kritiken
Die Pressekritiken der nächsten Tage waren zumeist sehr negativ. Kinski wurde, wie es auch ins übliche Kinski-Klischee passte, als nicht ganz ernst zu nehmender Krawallmacher oder Witzfigur beurteilt; die Provokationen des Publikums wurden mit keinem Wort erwähnt. „Schnauze halten zum Evangelium“, titelte die Frankfurter Allgemeine Zeitung. Jemand wie Kinski, der in Edgar-Wallace-Krimis und Italowestern gespielt, Millionengagen bekommen und in Rom das Dolce-Vita-Leben in vollen Zügen genossen habe, könne sich doch nicht erdreisten, Jesus zu rezitieren, meinten viele. Die Post-68er-Generation misstraute jeder Autorität und lehnte es ab, jemandem von der Bühne auf sie herab predigend ohne Diskussion zuzuhören.
Eine Zuschauerin drückte nach der Veranstaltung ihr Unverständnis gegenüber den „Stänkerern“ aus, die, wenn sie schon Geld für die Eintrittskarte ausgeben oder die Karte geschenkt bekommen haben, sich auch hinsetzen und zuhören könnten, was er zu sagen hat, sonst bräuchten sie ja nicht zu kommen. Ein anderer Zuschauer sprach die Diskrepanz zwischen dem Vertreten des „Urchristentums“ an, wonach Kinski als „Urchrist“ auch über provozierenden Äußerungen stehen müsse. Ein weiterer Zuschauer erklärte, dass nach einer Abstimmung [unter den Zuschauern?] die meisten willens seien, Kinski zu hören; anschließend sei eine Diskussion selbstverständlich, an der Kinski auch verpflichtet sei beizuwohnen.
Im Film „Mein liebster Feind“ macht Herzog dem Publikum den Vorwurf, es habe kein Interesse an einer reibungslosen Aufführung gehabt, sondern Kinski provoziert, da es ihn „nur habe toben sehen wollen“; „er wurde verlacht, bekam furchtbare Anfälle und tobte und schrie“. Kinski kam nach dem zweiten Auftritt in Düsseldorf zum Filmdreh von „Aguirre, der Zorn Gottes“ vollends in seiner Rolle des Jesus aufgegangen und lebte in dieser weiter, was es schwer machte, sich mit ihm zu unterhalten, weil er „einem wie Jesus geantwortet hat“.
In einem Interview mit dem Bayerischen Rundfunk im November 1971 äußerte sich Kinski im Hinblick auf den Tumult der Uraufführung, u. a. zur Frage seiner Identifikation mit Christus.
Am 2. Juli 1977 äußerte sich Kinski in der Talkshow Je später der Abend ebenfalls zu den Störungen der Uraufführung und wurde prompt wieder durch einen Zuruf „von einem von diesen Leuten“ aus dem Publikum unterbrochen, mit dem er sich dann noch weitere Diskussionen im Laufe der Sendung lieferte. Weiter führte Kinski aus, dass es eine Frage der Erziehung und des Benehmens sei, bei einem Husten zu Hause zu bleiben, um nicht nur die Person auf der Bühne, sondern auch die Person neben sich nicht zu stören. „Bei der [Maria] Callas und der [Renata] Tebaldi haben die Leute die Oper verhustet. Bei mir haben sie nicht gehustet, weil ich gesagt habe, wenn ihr nicht aufhört zu husten, dann geh' ich nach Hause; Mein Geld habe ich bereits. Und bei mir haben sie nicht gehustet.“ Außerdem sei er ja sehr nett, weil er die Störer raustragen lasse, The Rolling Stones seien besser organisiert als er, weil sie Störenfriede im Publikum sofort von den Hells Angels zusammenschlagen lassen, was er richtig findet, da jemand, der eine Show macht, „der Boss“ sei und das Publikum nicht die Möglichkeit habe, zu stören – das sei eine irrtümliche Annahme in diesen Zeiten [der Siebziger], dass die Leute das Recht hätten. „Man stört den anderen nicht!“ Und er stellt die Grundfrage, ob die 99 %, die sich benähmen, Recht haben, oder „der da“ (zeigt auf den Störer im Publikum).
Heute wird „Jesus Christus Erlöser“ als ein beachtliches und aufschlussreiches Zeitdokument angesehen, das auf der einen Seite ein Porträt eines getriebenen, exzentrischen, verletzlichen Schauspielers zeigt, der wie kein Zweiter erlitt, was er vortrug, und keine Grenze zwischen Kunst und Leben mehr kannte, und auf der anderen Seite die Verbohrtheit der unmittelbaren Post-68er-Generation, die abstruse Überpolitisierung in den frühen Siebzigern, in denen man alles ausdiskutieren musste, offenbart, aber auch deren großartige Möglichkeiten. Kinskis Text, der eigentlich zu den Befindlichkeiten und der Wut eines linken Publikums mit seiner Imperialismus-, Staats- und Kirchenkritik perfekt passt, wird überhaupt keine Chance gegeben. Es ist ein Lehrstück über die Kunstfeindlichkeit vermeintlich progressiver Kräfte und zuletzt eine überaus faszinierende Auseinandersetzung mit dem Thema Jesus Christus.

## Zitate
- Ich möchte die erregendste Geschichte der Menschheit erzählen: Das Leben von Jesus Christus. [...] Es geht mir um den furchtlosesten, freiesten, modernsten aller Menschen, der sich lieber massakrieren läßt, als lebendig mit den anderen zu verfaulen. Um den Mann, der so ist, wie wir alle sein wollen. – Klaus Kinski (Autobiographie): Ich brauche Liebe, S9f...[6]min. 10:03
- Das ist ja wie vor 2000 Jahren. Dieses Gesindel ist noch beschissener als die Pharisäer. Die haben Jesus wenigstens ausreden lassen, bevor sie ihn angenagelt haben. – Klaus Kinski (Autobiographie): Ich brauche Liebe[5][6]min. 70:28
- Mitternacht. / Langsam tritt Ruhe ein. Viele sind von den hinteren Sitzen aufgestanden und haben sich auf dem freien Raum vor der Bühne zusammengedrängt. / Woodstock. – Klaus Kinski (Autobiographie): Ich brauche Liebe[6]min. 73:3
- Meine Erschöpfung ist wie weggeweht. Ich fühle meinen Körper nicht mehr. / Um zwei Uhr früh ist alles zu Ende. – Klaus Kinski (Autobiographie): Ich brauche Liebe[6]min. 78:45

## Musik
In dem Lied Glaubenskrieg der deutschen Band Feindflug werden Samples verwendet: „Ich bin nicht der offizielle Kirchenjesus, ich bin nicht euer Superstar“. Auch der Frankfurter DJ und Musikproduzent Oliver Lieb nutze für die Single Jesus ist da Samples aus der Aufführung.
Luke Haines verwertete 2009 das gleiche Zitat, ebenso die christliche Oi!-Band Jesus Skins für das Lied „Religion“, bei welchem es sich um eine Interpretation des gleichnamigen Liedes von Slime handelt. Rex Joswig verarbeitet die Rezitation in seinem Stück Kinski in Dub. Außerdem wurde 2002 aus den Passagen der Tribute Sampler The Kinski Files produziert. Die mittlerweile aufgelöste deutsche Band daturah, die ihren Stil selbst als „Ambient Noise Rock“ bezeichnet, verwendete Samples auf dem 2008 erschienenen Album reverie. Auch das deutsche Rap-Duo Pimpulsiv verwendete in ihrem Song „Minimal Klaus“ auf dem Album Hepatitis P, aus dem Jahre 2010, Samples. Des Weiteren benutzt die deutsche Punkband Akne Kid Joe in ihrem Lied markus erloeser auf dem Album Karate Kid Joe ein Sample aus dem Stück. Die deutsche Band Phönix aus der Klapse, der beiden deutschen Musiker Sascha Reimann und Swiss, nutzt am Ende ihres Songs „Klaus Kinski“, aus dem Jahre 2019, ein längeres Sample aus der Aufführung. Die Bremer Punkrock-Band Team Scheiße verwendete zu Beginn ihres Songs Komm ran! aus dem Jahr 2020 ebenfalls gesamplete Zitate Kinskis aus der Vorführung.

## Hörspiel
Bear Family Records veröffentlichte im Oktober 1999 eine gekürzte Fassung unter der Regie von Volker Kühn als Hörspiel ISBN 3-89795-662-4. Diese Fassung erschien in einer Auflage von 1.000 Stück und wurde im Dezember 1999 wieder zurückgezogen, aufgrund einer Klage der Erben Klaus Kinskis (Minhoï und Nanhoï Nikolai). 2006 wurde der Vortrag erneut als Hörspiel veröffentlicht: Jesus Christus Erlöser. Live-Aufnahme der Rezitations-Show. Mit Klaus Kinski. Doppel-CD.; Edition: Volker Kühn; Bear Family Records-CD BCD 16042 BG, 1999

## Film-Dokumentation
Die Aufführung vom 20. November 1971 wurde auf Initiative Kinskis von vier Kameras live gefilmt auf 16-Millimeter-Film und 2008 als Kinofilm, aus 134 Minuten Filmmaterial neu geschnitten veröffentlicht. Im Film wird das verfügbare Material auf 84 Minuten gekürzt gezeigt; im Bonusmaterial sind kurze Aufnahmen des Auftritts von anderen Kameras und somit Blickwinkeln enthalten. Textpassagen aus Kinskis Autobiographie Ich brauche Liebe (1991) werden eingeblendet, in den Momenten, in denen Kinski die Bühne verlässt. Standfotos des Auftritts verwendete Kinski immer wieder für Plattencover oder ähnliches, sträubte sich aber gegen die Verwendung des Filmmaterials, weil „das Pack“ ihm das nachtragen würde, Peter Geyer müsse das nach seinem Tod machen, denn „dann werden die mich vermissen“.
- Deutschland, 84 Minuten Farbe
- Kinostart: 15. Mai 2008
- Regie: Peter Geyer
- Produktion: Kinski Productions, Peter Geyer
- Executive Producer: Michael Dreher
- Schnitt: Peter Geyer, Konrad Bohley, Michael Dreher
- Online: Verena Wütschke
- Ton: Jürgen Swoboda, Joschi Kaufmann, Stephan Radom, Stefan Kolbe
- Musik: Florian Käppler, Daniel Requardt
- Auszeichnung: Die Deutsche Film- und Medienbewertung FBW in Wiesbaden verlieh dem Film das Prädikat besonders wertvoll.